# 光のゲンちゃん
「光のゲンちゃん」（ひかるのゲンちゃん）は、2008年4月・5月に、NHKの音楽番組『みんなのうた』で放送された楽曲。作詞：サエキけんぞう、作曲：千住明、歌：SHOWTA.（現・蒼井翔太）。